# Witold Pleskacz
Witold Adam Pleskacz (ur. 12 października 1959 w Warszawie) – polski elektronik, doktor habilitowany nauk technicznych. Specjalizuje się w inżynierii komputerowej, mikroelektronice. Profesor nadzwyczajny Wydziału Elektroniki i Technik Informacyjnych Politechniki Warszawskiej.

## Życiorys
Absolwent XX Liceum Ogólnokształcącego im. Bolesława Chrobrego w Warszawie w 1978. W 1983 ukończył studia magisterskie na Wydziale Elektroniki Politechniki Warszawskiej i w następnym roku został asystentem w  Instytucie Techniki Elektronowej Politechniki Warszawskiej (obecnie Instytut Mikroelektroniki i Optoelektroniki). Doktoryzował się w 1995 na podstawie pracy pt. Analiza wpływu zaburzeń topografii układu scalonego VLSI na jego działanie i na uzysk produkcyjny przygotowanej pod kierunkiem Wiesława Kuźmicza. Habilitację z elektroniki uzyskał w 2011 na podstawie dotychczasowego dorobku naukowego i pracy pt. Analiza topografii układów scalonych VLSI pod kątem ich produkowalności.
Na Wydziale Elektroniki i Technik informacyjnych pracował od 1984, początkowo jako asystent, od 1995 jako adiunkt, a obecnie jako profesor nadzwyczajny. W 1999 rozpoczął kierowanie laboratorium ADEC przy Instytucie Mikroelektroniki i Optoelektroniki PW. W 2008 objął stanowisko pełnomocnika dyrektora tego instytutu ds. współpracy ze szkołami ponadgimnazjalnymi. W tym samym roku został wybrany na czteroletnią kadencję członka Rady Programowej Wszechnicy Wydziału Elektroniki i Technik Informacyjnych.

## Działalność naukowa
Witold Pleskacz zajmuje się przede wszystkim elektroniką ciała stałego oraz projektowaniem układów scalonych wielkiej skali integracji. Skupia się na analizie ich topologii i uzysku produkcyjnego, a także na projektowaniu wspomaganym komputerowo. Bada wrażliwość tych układów na defekty i metody ich testowania. Pracuje także nad technikami projektowania układów scalonych z wykorzystaniem technologii CMOS. Odbywał staże przemysłowe w Zakładach Radiowych im. Marcina Kasprzaka w Warszawie (1985-86) i Centro Nacional de Microelectronica koło Barcelony (1995) oraz staż naukowy w Carnegie Mellon University w Pittsburghu (1996-97).
Za swoją działalność wyróżniony został nagrodą zespołową Ministra Edukacji Narodowej w 1993 oraz nagrodą Ministra Nauki i Szkolnictwa Wyższego w 2006, a także nagrodą Dziekana Wydziału Elektroniki i Technik Informacyjnych w 1994 i Rektora Politechniki Warszawskiej w latach 1989, 1996 i 2010. W 2013 otrzymał Medal Komisji Edukacji Narodowej, a w 2020 został odznaczony Srebrnym Krzyżem Zasługi.

## Życie prywatne
Jest żonaty, ma syna i dwie córki.